# Sullom
Sullom – wieś na wyspie Mainland w archipelagu Szetlandów w Szkocji. Znajduje się na półwyspie Northmavine, na północ od Brae i przesmyku Mavis Grind, nad wodami zatoki Sullom Voe, której nazwa pochodzi od miejscowości.
W latach 1954–57 w pobliżu wsi działała kopalnia magnetytu. Obecnie jej teren jest desygnowany jako miejsce o specjalnym znaczeniu dla nauki (Site of Special Scientific Interest).